# جوزيف أودي
جوزيف أودي (بالفرنسية: Joseph Aude)‏ هو كاتب مسرحي وشاعر فرنسي، ولد في 10 ديسمبر 1755 في آبت في فرنسا، وتوفي في 5 أكتوبر 1841 في باريس في فرنسا.